# CCITT Group 3
CCITT Group 3 je kódovací standard pro kompresi faksimilních přenosů (fax) a pro komprimaci obrazových dat monochromatických dokumentů (barevná hloubka 1bit). Tento kompresní algoritmus využívá podobného kódování, jako je Huffmanovo kódování na snížení redundance v datovém proudu.
Kódování Group 3 je především využíváno pro přenos faksimilních černobílých obrazových dat.